# Koryo
Kungariket Koryo var ett koreanskt kungadöme som grundades år 918 av kejsar Taejo. Koryo erövrade tre mindre kungariken, Silla, Hubaekje och Hugoguryeo och förenade dem år 936. Därefter utvidgades rikets gräns norrut till dagens Wonsan i nordost (936–943) och till Yalufloden (993). 1231 påbörjade mongolerna en invasion av Koryo och från 1232 blev Koryo, under bitvis starkt motstånd, vasallstat under mongolväldet. Kungadömet Koryo bestod till 1392 då det avlöstes av kungariket Joseon.

## Historia

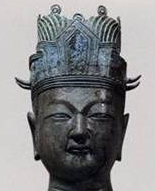
WangGeon

### Bakgrund
Kungariket Silla omfattade större delen av Koreahalvön på 600-talet e.Kr. År 696 bildades kungariket Balhae norr om Silla. Kung Hyegong mördades 780 och kaos utbröt, vilket varade i 100 år. 892 bildades kungariket Hubaekje som sedan samarbetade med Silla och Taebong, vilket varade till 936.

### General Wang Geon
Wang Geon (887–943) föddes i en framstående familj i staden Songdo (dagens  Kaesong). Familjen kontrollerade skeppsfarten på floden Ryeong som rinner ut vid Ganghwadoön i Gula havet. Hans far, som tillhörde en släkt från Koguryo, gjorde en stor förmögenhet genom handel med Kina.
År 895 erövrades Songdo av Gung Ye, kung av Silla. Wang Geon och hans far fick tjänst hos den nye härskaren, som tog Songdo till ny huvudstad. Gung Ye fortsatte norrut och erövrade därefter det gamla riket Koguryo upp till nuvarande Pyongyang och provinsen Kangwon i Nordkorea. Kungen blev mycket nöjd med Wang Geons insatser och utnämnde honom till general. Det nya kungadömet fick namnet Taebong och varade till 918.
Kung Gung Ye som hade Buddhistmonk blev nu maktfullkomlig och styrde sitt rike med terror och religion. Han utgav sig vara den efterlängtade Maitreya Buddha och 911 döpte han om landet till Taebong. På gamla där började kungen lida av paranoia och han misstänkte sina ministrar för trolöshet och dömde dem till döden.
År 918 avsatte fyra generaler kung Gung Ye och Wang Geon besteg tronen och tog kunganamnet Taejo av Goryeo eftersom hans fars förfäder kom från kungariket Goguryeo. I modern tid blev det kungariket Korea. Den nya huvudstaden flyttades från Kyongju till Gaegyeong, nuvarande Kaesong.
Kung Taejo gifte sig med en prinsessa från Silla och var generös mot den gamla aristokratin. Han avled år 943 och efterträddes av Hyejong. Den dynasti som han grundade bestod i närmare 1000 år och under dess höjdpunkt,en av de mest avancerade civilisationerna i världen.

### Politisk struktur
Hovet i Koryo beskrev sin egen nation som ett kejsardöme. Huvudstaden Gaegyeong kallades för kejserlig huvudstad och palatset för kejserliga palatset.
Nya kejsare sig ett nytt namn då de tillträdde sitt ämbete. Taejo som betyder den store stamfadern och det blev också namnet för nästa dynasti som inleddes år 1392. 

### Invasioner från norr
Under de följande två århundradena stärktes kejsarmakten och det buddhistiska etablissemangets inflytande, medan de utrikes relationerna präglades av upprepade och förödande invasioner från grannarna i norr, Liao (Khitaner) och Jin (Jurchen).
År 993 invaderade Khitaner från Liaodynastin Koryos nordvästra gräns med 60 000 soldater. Kejsar Mokjong sände sin diplomat Seo Hui med uppdrag att förhandla med Liaodynastins general. De drog sig tillbaka till gränsfloden i utbyte mot att Goryo avbröt sin allians med Songdynastin i Kina.
1009 inträffade en militärkupp under ledning av general Gang Jo och kejsar Mokjong dödades.
Året därpå skedde en ny invasion över gränsfloden Yalu, denna gång med 400 000 soldater. Men Gang Jo lyckades åter hindra khitanerna att etablera ett brofäste på Koreahalvön.  Men kung Hyeonjong blev tvungen att fly från huvudstaden, som brändes ner av invasionsstyrkan.
År 1018 invaderade khitanerna en tredje gång, denna gång med 100 000 soldater. General Gang Gam-chen etablerade ett basläger utanför staden Heunghwajin. I närheten flöt Samgyo och generalen beordrade att älven skulle dämmas upp. När khitanerna var halvvägs bröts fördämningen och över 12000 fiendesoldater drunknade. Därefter drevs fienden tillbaka över gränsen vid staden Kwiju. Detta blev slutet på invasioner av Khitaner. De tre mäktiga kungadömena Song, Liao och Koryo kunde leva i fred och kulturen i de båda senare blomstrade under resten av århundradet.

#### Jurchen

General Yun Gwan (1040 - 1111) och hans armé.

Norr om Koreahalvön levde Jurchenfolket i det område som idag kallas Manchuriet. De betraktade Koryo som beskyddarstat och betalade skatt till kejsaren. I början på 1100-talet hade flera stammar förenats och norra Kina erövrades från Songdynastin. Därefter blev det konflikter i nordost mellan Koryo och Jurchen. Den koreanske generalen Yun Gwan bekämpade inkräktarna i flera år innan Jurchen erkände sig besegrad. Yun Gwan lät bygga nio befästningar på jurchensk mark, men redan efter ett år fick Koryo ge upp detta område. När det blev fred 1115 upprättades Jindynastin.

### Militärregim
Starka spänningar mellan de civila och militära ämbetsmannaklasserna ledde 1170 till en militärrevolt. All makt lades i händerna på en militärdiktator. Kejsar Uijong och hans hov var på resa och militäreskorten dödade hela sällskapet och förde kungen till inre exil på Geoji-ön på sydkusten. En av ledarna, Yi üi-bang satte in Myeongjong som kung med ceremoniella plikter och införde militärdiktatur som varade i hundra år.

### Mongolinvasioner
År 1231 invaderade Mongolerna Koryo under ledning av Ögödei Khan. Militärdiktatorn, kung och det kungliga hovet flydde till ön Ganghwado för att undvika formell underkastelse. Vistelsen på Kongwa kom att vara i nära 40 år.
1251 kom Möngke Khan till makten i Mongoliet. En av hans generaler gjorde fyra invasioner mellan åren 1253 och 1258, men de kunde inte besegra Koryoarmén. Kostnaderna för det civila samhället på norra Koreahalvön blev enorma. Folket började göra uppror mot militärledningen och i mars år 1258 mördades militärdiktatorn Choe U. 
Fred kunde slutas 1268 och Koryo blev en vasallstat under den mongoliska Yuan i Kina.

### Invasionsförsök mot Japan
Efter fredsavtalet med Mongoliet upptäckte Kublai Khan att Koryo hade stora maritima resurser. De skulle kunna användas för att erövra Japan. Kung Chungryeol erbjöd sig att bygga 150 krigsfartyg och ställa 8000 soldater till förfogande.
År 1274 utgick en flotta på 300 större och många mindre båtar mot Japans västkust, med ungefär 15 000 mongoliska och kinesiska samt 8 000 koreanska soldater. Invasionsstyrkan  landsteg vid Hakatabukten den 19 november. De hade överlägsen teknik och taktik, men japanerna hade förberett försvaret i månader.
Mongolerna höll ut hela dagen, men efter en stormig natt retirerade de.
1281 gjordes ett nytt försök att invadera Japan. Denna gång drabbades invasionsstyrkan av svår tyfon, som rasade i två dagar. Den förstörde nästan hela mongolernas flotta, 900 fartyg byggda i hamnstaden Masan. I Japan blev dessa tyfonvindar kända som kami-no-kaze (se kamikaze), vilket bokstavligen betyder "gudomlig vind".
Marinarkeologer från Japan fann år 2003 ett mycket välbevarat fartyg vid kusten utanför staden Takashima på ön Honshus nordvästkust. Fartyget var 76 meter långt och utrustat med ett flera ton tungt ankare. Bland vrakets rester hittades mer än 80 svärd och sablar samt ett bronssigill som tillhört den mongoliska befälhavaren.

### Koryos monarker
- Taejo (918–943)
- Hyejong (943–945)
- Jeongjong (945–949)
- Gwangjong (949–975)
- Gyeongjong 975–981
- Hyeonjong 1009–1031
- Deokjong 1031–1034
- Jeongjong av Goryeo 1034–1046
- Munjong 1046–1083
- Sunjong 1083
- Seonjong 1083–1094
- Heonjong 1094–1095
- Sukjong 1095–1105
- Yejong 1105–1122
- Injong 1122–1146
- Uijong 1146–1170
- Myeongjong 1170-1174
- Sinjong 1197–1204
- Huijong 1204–1211
- Gangjong 1211–1213
- Gojong 1213–1259
- Wonjong 1259–1274
- Chungryeol 1274–1308
- Chungseon 1308–1313
- Chungsuk 1313–1330
- Chungsuk 1332–1339
- Chunghye 1339–1344
- Chungmok 1344–1348
- Chungjeong 1348–1351
- Gongmin 1351–1374
- U 1374–1388
- Chang 1388–1389
- Congyang 1389-1392

## Förbindelser med utlandet
På 900-talet försökte khitanerna etablera diplomatiska relationer med Koryo. År 942 skickade deras kung Taizu en ambassad med en gåva på 50 kameler till Koryo, vilket Taejo avvisade och kamelerna svalt ihjäl. 
Koryo hade behållit kontakter med  de fem dynastierna och de sydliga monarkierna i Kina. År 962 upprättades diplomatiska relationer med Songdynastin, men dessa avbröts efter krav från Liaodynastin. Efter freden med Jindynastin 1115 blev Jurchen en vasallstat och angrep sedan aldrig Koryo.
Men spänningen vid norra gränsen började åter i början av 1200-talet med mongolerna. Efter en serie fältslag kapitulerade Koryo och blev vasallstat till den mongoliska Yuandynastin.

## Ekonomi

### Handel
Koryodynastin välkomnade utländska handelsmän från Song, Khitan, Jurchen och Japan. Även arabiska sjöfarare hittade vägen till Indien och Kina, vilket framgår av Ibn Battutas reseberättelser från 1300-talet. Staden Byeokrando vid Gangwa ön nära Gaegyeong blev en viktig hamnstad::
| Nr | Land        | Import                                                  | Export                                             |
| -- | ----------- | ------------------------------------------------------- | -------------------------------------------------- |
| 1  | Song        | Silke, pärlor, té, kryddor, medicin, böcker, instrument | Guld och silver, ginseng, marmor, papper och bläck |
| 2  | Liao        | Hästar och får, silke                                   | Mineral, bomull, marmor, paper och bläck, ginseng  |
| 3  | Jin         | Guld, hästar, vapen                                     | Silver, bomull, silke                              |
| 4  | Japan       | Kvicksilver, mineral                                    | Ginseng, böcker                                    |
| 5  | Abbasiderna | Kvicksilver, kryddor, elfenben                          | Guld, silver                                       |

## Kultur
Kejsar Taejos började byggde skolor och akademier för att utbilda en kunnig tjänstemannaklass. Det kinesiska examensväsendet infördes år 958. National Akademy för konfucianska studier grundades 992. Den lärde Choe Chung grundade i början på 1000-talet en privat akademi Nio-kurs akademin, som anses vara grunden till Koreas skolsystem.
Tripiṭaka koreana är en buddhistisk skriftsamling, som skapades under kejsar Gojongs tid på tronen (1213–1259). Den består av 80 000 typer, utsnidade i trä. Tripiṭakan trycktes 200 år före boktryckarkonsten kom till Europa och förvaras i buddhisttemplet Haeinsa i Sydkorea. 

### Arkitektur

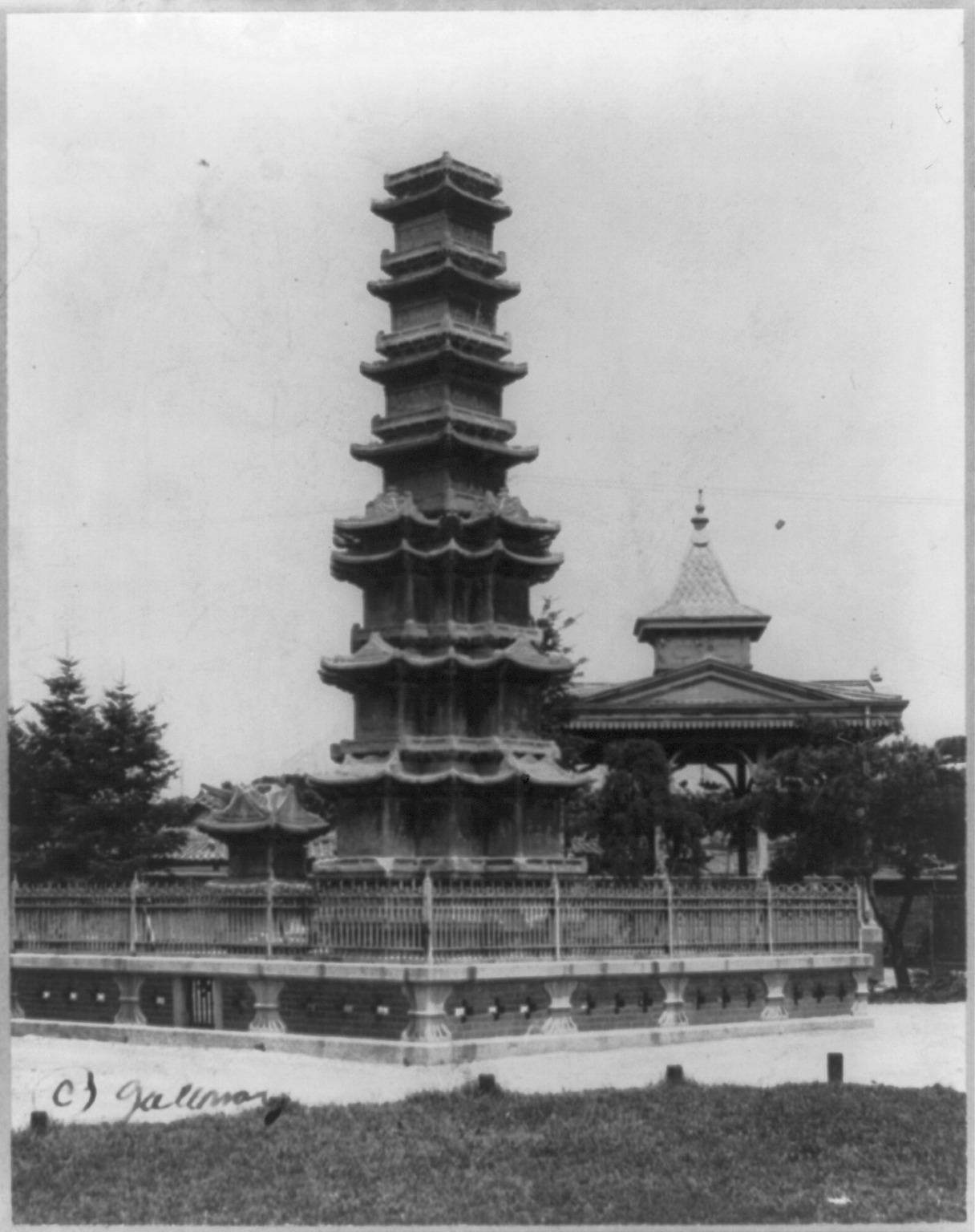
Marmorpagod, ett Buddhist monument, gåva till kejsaren i Korea från kejsaren av Kina.

Koryos arkitektur relateras till religionen och påverkades av den politiska makten. Buddhismen spelade en allt större roll och flera magnifika tempel och pagoder byggdes för att tillgodose religiösa behov. Dessa byggdes i regel i trä och har tyvärr inte kunnat bevaras. Koryos huvudstad, Kaesong ligger i Nordkorea och är inte tillgängliga för forskare från Sydkorea. Det finns emellertid några exempel, byggda i marmor. Den tiovåning höga pagoden vid templet Gyeongcheonsa ligger i Sydkorea.
Vid templet Kwanch’ok i Nonsan finns en buddhastaty från 900-talet. Den föreställer
Buddha Maitreya och är huggen i sten 18 meter hög. Statyn tog 30 år att tillverka, vilket skedde under munken Hyemyeongs överinseende. Det skedde under kejsar Gwangjongs tid.

### Konstkeramik

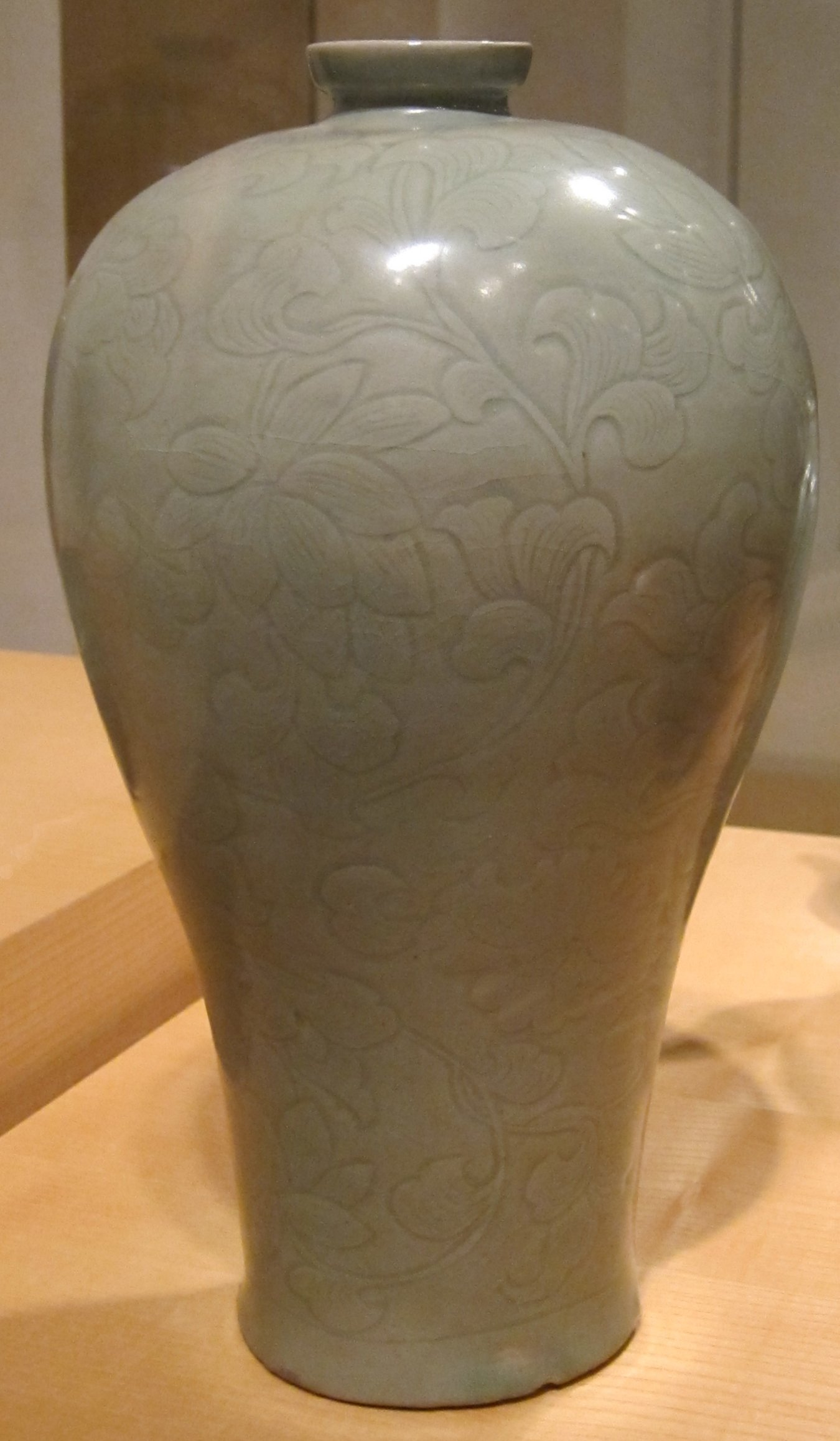
Vas med plommonblomster, tidigt 1100-tal, stengods med celadon glasyr

En stor kulturella landvinningen under Koryo var den keramiska konsten. Krukmakarna förbättrade teknologin, som hade importerats från Sungdynastin. De använde den eleganta koreanska celadonglasyren. Den baserades på en blå-grön glasyr som de fick fram genom att minska syretillförseln i brännugnen. Koreanska keramiker uppfann en speciell teknik, sanggam där konstnären ristar in mönster i halvtorr lera och fyller med svart eller vit lera.

### Lackarbete
Lackarbeten med pärlemor-inläggningar nådde sin höjdpunkt under Koryodynastin, både tekniskt och estetiskt. Lacket tillverkas av den giftiga saven från trädet Rhus verniciflua.

## Teknologi

### Boktryckarkonsten

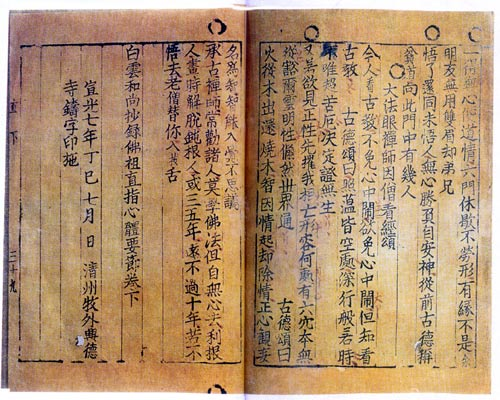
Jikji, Selected Teachings of Buddhist Sages and Seon Masters.

Kina hade uppfunnit en teknik för att tillverka papper cirka 100 e.Kr. Men uppfinningen hemligstämplades och blev inte känd förrän på 700-talet. I Japan trycktes träsnitt på 760-talet. Den första egentliga boken trycktes i Kina år 868.
I Koryo uppfann Choe Yun-ui tryckning med flyttbara typer och år 1234 trycktes den första texten Sangjeong Gogeum Yemun  i femtio exemplar. Jikji är den första boken bevarade boken, tryckt 1377 och finns på Bibliothèque nationale de France.

### Fartygsteknik
På 1200-talet utvecklades skeppsbyggnadskonsten i Kina och Koryo. När landet blev vasallstat under Mongoliet, såg Kubilai khan en möjlighet att korsa Koreasundet och erövra Japan i världens största imperium. Han beordrade vasallkungarna i Song och Koryo att bygga en stor armada av krigsfartyg.
De större fartyg som ingick i denna armada var omkring 70 meter långa, mer är dubbelt så stora som europeiska krigsfartyg från denna tid.
| Nr | Årtal | Fartygstyp            | Längd    |
| -- | ----- | --------------------- | -------- |
| 1  | 1284  | Kinesiskt krigsfartyg | 76 meter |
| 2  | 1439  | Venetiansk karack     | 38 meter |
| 3  | 1492  | Kolumbus’ Santa Maria | 24 meter |
| 4  | 1628  | Regalskeppet Vasa     | 69 meter |

### Vapenteknik
Koreanska uppfinnare hade utvecklat kanoner och keramiska bomber som hade introducerats i Kina. Denna militärteknik användes även på krigsfartyg från Koryo vid invasionsförsöket från Japan år 1284.
På 1300-talet utvecklades vapentekniken ytterligare. Choe Mu-seon var en koreansk vetenskapsman som experimenterade i krutblandningar och utvecklade den keramiska bomben som använts på invasionsfartyg 1284. Choe Mu-seon demonstrerade sin nya bomb för Kung U av Koryo och fick stöd för att bygga ett vapenlaboratorium. Där utvecklade han bland annat hwacha, som skjuter ut eldpilar.

## Bilder

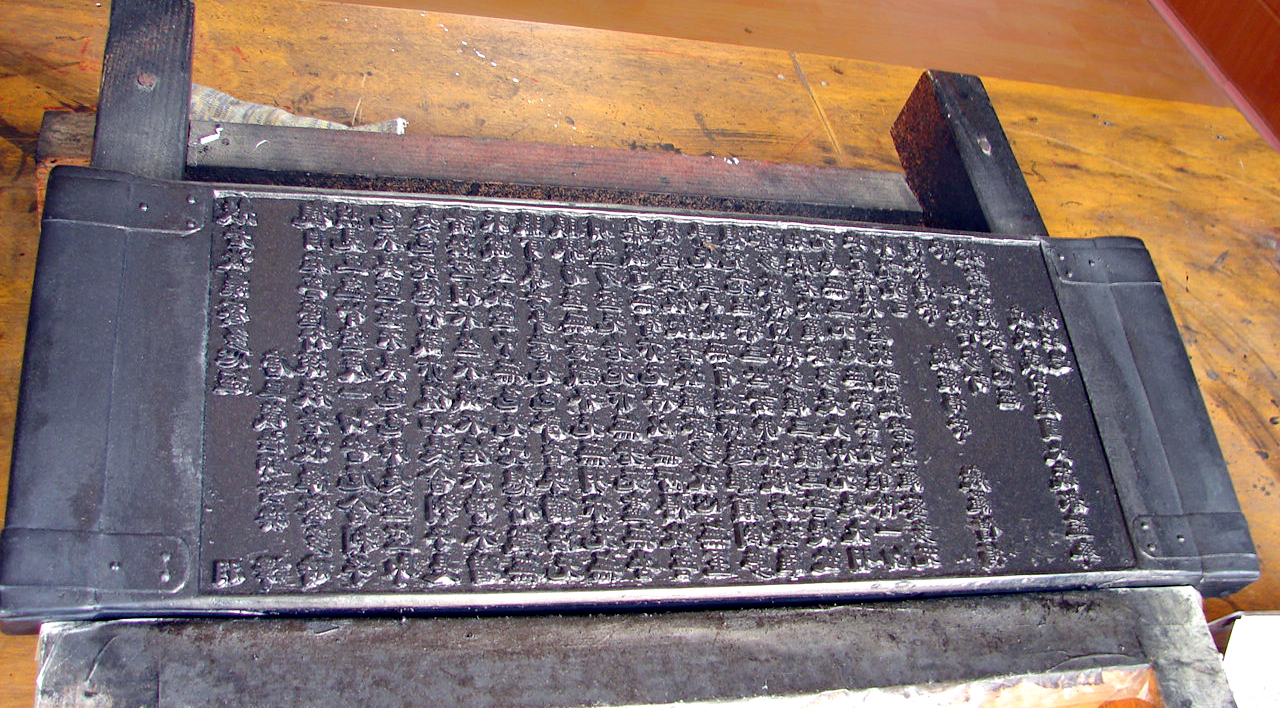
The woodblock of Tripitaka Koreana in Haeinsa, Hapcheon, South Korea.
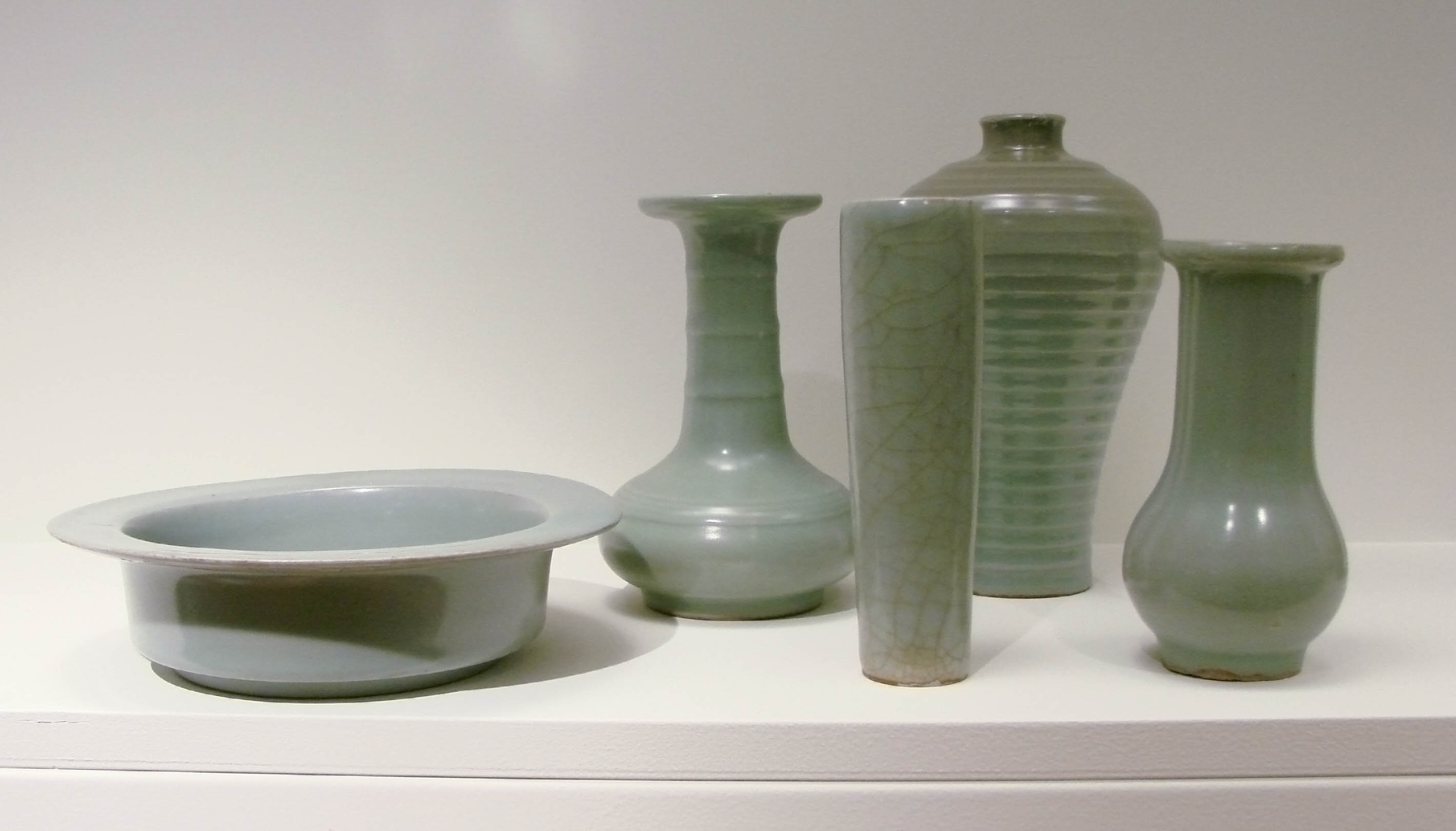
Kinesisk Longquan celadon från Zhejiang, Songdynastin, 1200-talet
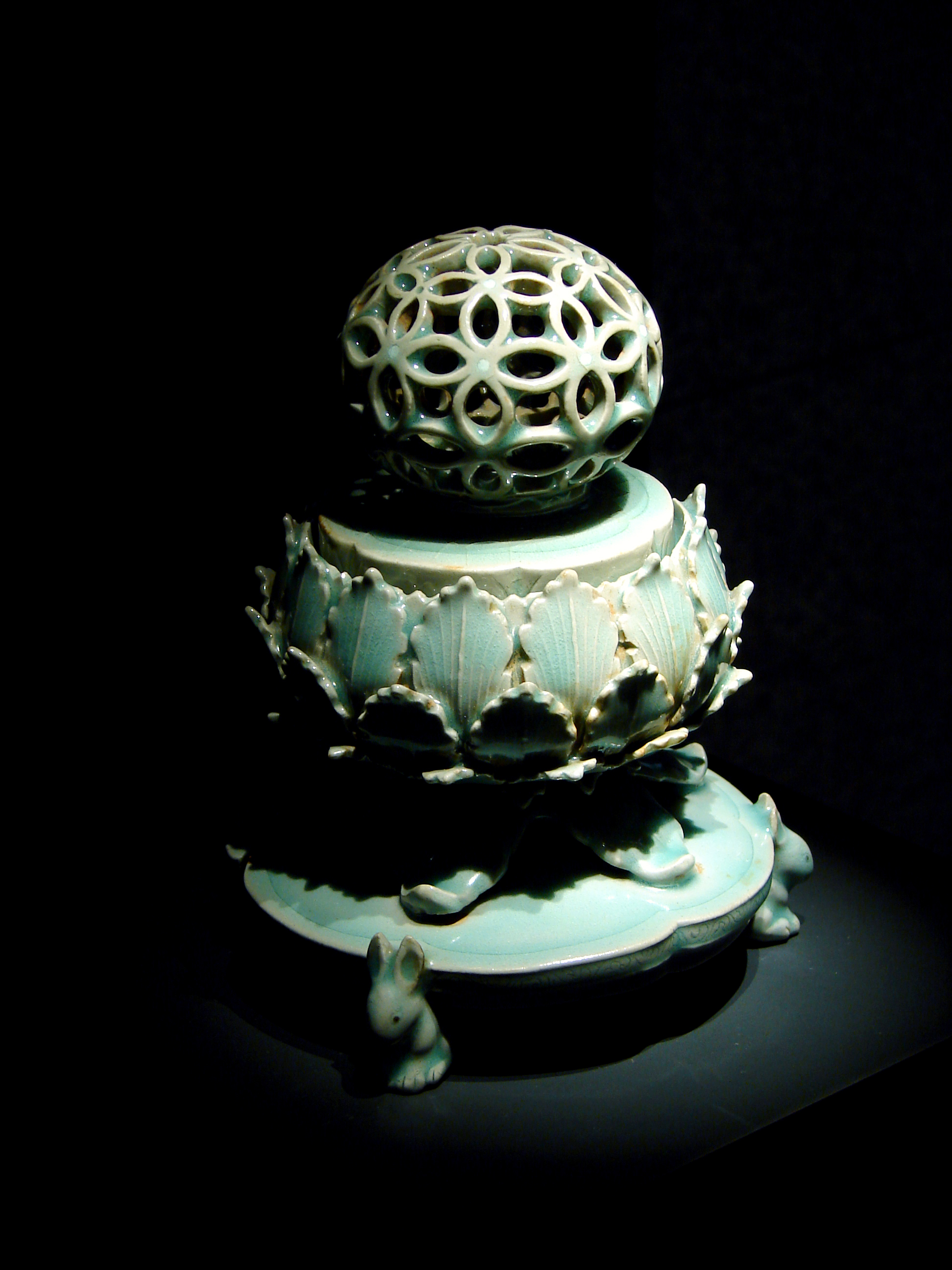
Celadon oljelampa. National Treasures of South Korea.